# Mariene ecoregio Kuroshiostroom
De Mariene ecoregio Kuroshiostroom (51) (Engels: Central Kuroshio Current marine ecoregion) is een biogeografische regio en ligt in het westen van de Grote Oceaan in de Mariene provincie Warme Gematigde Noordwestelijke Stille Oceaan (9) in het Marien rijk Gematigde Noordelijke Stille Oceaan. De mariene ecoregio is vastgesteld door het World Wide Fund for Nature en The Nature Conservancy en is vernoemd naar de zeestroom Kuroshio.
In het noordoosten grenst het gebied aan de mariene ecoregio Noordoostelijk Honshu (48), in het noordwesten aan de mariene ecoregio Japanse Zee (49), in het westen aan de mariene ecoregio Oost-Chinese Zee (52), in het zuidoosten aan de mariene ecoregio Zuidelijke Kuroshiostroom (121) en in het zuidwesten aan de mariene ecoregio Ogasawara-eilanden (122).

## Geografie
De mariene ecoregio ligt in het westen van de Grote Oceaan voor de zuidkust van Japan. Het gebied strekt zich uit van de Kaap Nagasaki via de zuidkust van het eiland Honshu, rond het eiland Shikoku en de oost-, zuid- en westkust van Kyushu. In het zuidoosten omvat het ook diverse eilanden, waarvan de zuidelijkste de Bayonnaise Rocks en de Myojinsho zijn, ten zuiden van Aogashima. In het zuidwesten strekt het gebied zich uit tot en met de Tokara-eilanden.
Door het gebied stroomt de Kuroshio.

## Biogeografie
Het gebied kent zeeleven dat houdt van gematigde temperaturen.